# Mind Chaos
Mind Chaos é o álbum de estreia da banda de indie rock/new wave Hockey, lançado originalmente em 14 de setembro de 2009. Contém os hits "Too Fake", "Song Away" e "Learn to Lose", todos lançados como single e com adaptações para videoclipe.

## Faixas
1. "Too Fake" – 4:07
2. "3 A.M. Spanish" – 4:09
3. "Learn to Lose – 3:51
4. "Work" – 5:04
5. "Song Away" – 3:18
6. "Curse This City" – 4:30
7. "Wanna Be Black" – 3:51
8. "Four Holy Photos" – 3:51
9. "Preacher" – 4:41
10. "Put the Game Down – 5:40
11. "Everyone's the Same Age" – 2:55

## Paradas
| Parada            | Melhor posição |
| ----------------- | -------------- |
| - UK Albums Chart | 33             |
| - Top Heatseekers | 29             |
| - SNEP            | 155            |

## Singles
1. "Too Fake"
2. "Learn to Lose"
3. "Song Away"